# Артек
„Артек“ е международен детски център, разположен в град Гурзуф, близо до Мечата планина на Кримския полуостров. Основан е на 16 юни 1925 г. и преди това е бил младежки пионерски лагер.
Първоначално лагерът е приютил 80 деца, а след това бързо се е разраснал. През 1969 г. е имал площ от 3,2 км². Лагерът е разполагал със 150 сгради, включително три медицински заведения, училище, филмово студио „Артекфилм“, три плувни басейна, стадион със 7000 места и игрища за различни други събития. За разлика от други пионерски лагери, „Артек“ работи целогодишно поради топлия климат.
През цялото си съществуване „Артек“ е бил смятан за привилегия както за съветските деца, така и за деца от други социалистически страни. В разцвета на силите си 27 000 деца годишно са почивали в „Артек“. Между 1925 и 1969 г. лагерът е приютил общо 300 000 деца, включително над 13 000 от 70 чужди държави. Въпреки че губи значението си след разпускането на Пионерската организация през 1991 г., той се превръща в популярен ваканционен курорт.
ЕС санкционира „Артек“ за оказана материална подкрепа за действия, подкопаващи и застрашаващи териториалната цялост, суверенитета и независимостта на Украйна.